# Delahaye Type 155
Der Delahaye Type 155 ist ein Rennwagen der Zwischenkriegszeit. Hersteller war Automobiles Delahaye in Frankreich.

## Beschreibung
Delahaye entwarf 1938 das Fahrzeug als Rennwagen. Vorher gab es mit dem Delahaye Type 145 einen straßentauglichen Sportwagen, der auch bei Rennen eingesetzt wurde.
Der V12-Ottomotor war in Frankreich mit 26 CV eingestuft. Er hat 75 mm Bohrung, 84,7 mm Hub, 4490 cm³ Hubraum und leistet 250 PS. Er ist vorn im Fahrgestell eingebaut und treibt die Hinterachse an. 250 km/h Höchstgeschwindigkeit sind möglich.
Der Radstand beträgt 270 cm. Das Fahrzeug ist als Monoposto karossiert. Das Leergewicht beträgt 1065 kg, wovon 900 kg auf das Fahrgestell entfallen.
Es blieb bei einem Einzelstück.

## Renneinsätze
Der letzte Einsatz war 1948 beim Grand Prix du Comminges.